# Guglielmo il Bretone
Guglielmo il Bretone (in francese Guillaume le Breton; Bretagna, 1165 circa – 1226) è stato uno scrittore e religioso francese.

## Biografia
All'età di dodici anni fu inviato Nantes per studiare e coltivare il proprio talento poetico; presi i voti, entrò in giovane età alla corte del re di Francia Filippo Augusto, di cui divenne cappellano, guadagnandosi la fiducia del sovrano: Filippo lo inviò più volte a Roma allo scopo di ottenere l'annullamento del proprio matrimonio con Ingeburge di Danimarca; lo incaricò in seguito dell'educazione di Pierre Charlot, figlio naturale di Filippo, poi vescovo di Noyon.
Accompagnò Filippo in qualità di cappellano in molteplici spedizioni militari, tra cui la battaglia di Bouvines.
La sua opera maggiore, una biografia in versi del sovrano, intitolata La Philippide, fu composta fra il 1214 e il 1224. Era dedicata a Pierre Charlot e ricevette una seconda dedica dopo la morte di Filippo, quando fu indirizzata a Luigi VIII. Composto in forma epica in XII libri e durante tre redazioni, fornisce alcuni dettagli interessanti su Filippo Augusto e il suo tempo, comprese alcune informazioni riguardo a questioni militari, e denota un'eccellente padronanza del latino. Un lungo frammento fu stampato ad Anversa nel 1534 da Jacques Meyer, col titolo Bellum quod Philippus, Francorum rex, cum Othone Anglis Flandrisque gessit, ed il poema intero fu successivamente pubblicato più volte, tra cui si ricorda l'edizione del 1697 con il commento di Gaspard Barth.
Fu anche il continuatore, sino al 1224, delle Gesta Philippi Augusti di Rigord, più tardi confluite nelle Grandes Chroniques de France.
Le opere di Guglielmo sono state riedite e tradotte in francese nel XIX secolo da François Guizot in Collection des mémoires relatifs a l'histoire de France.